# Monolink

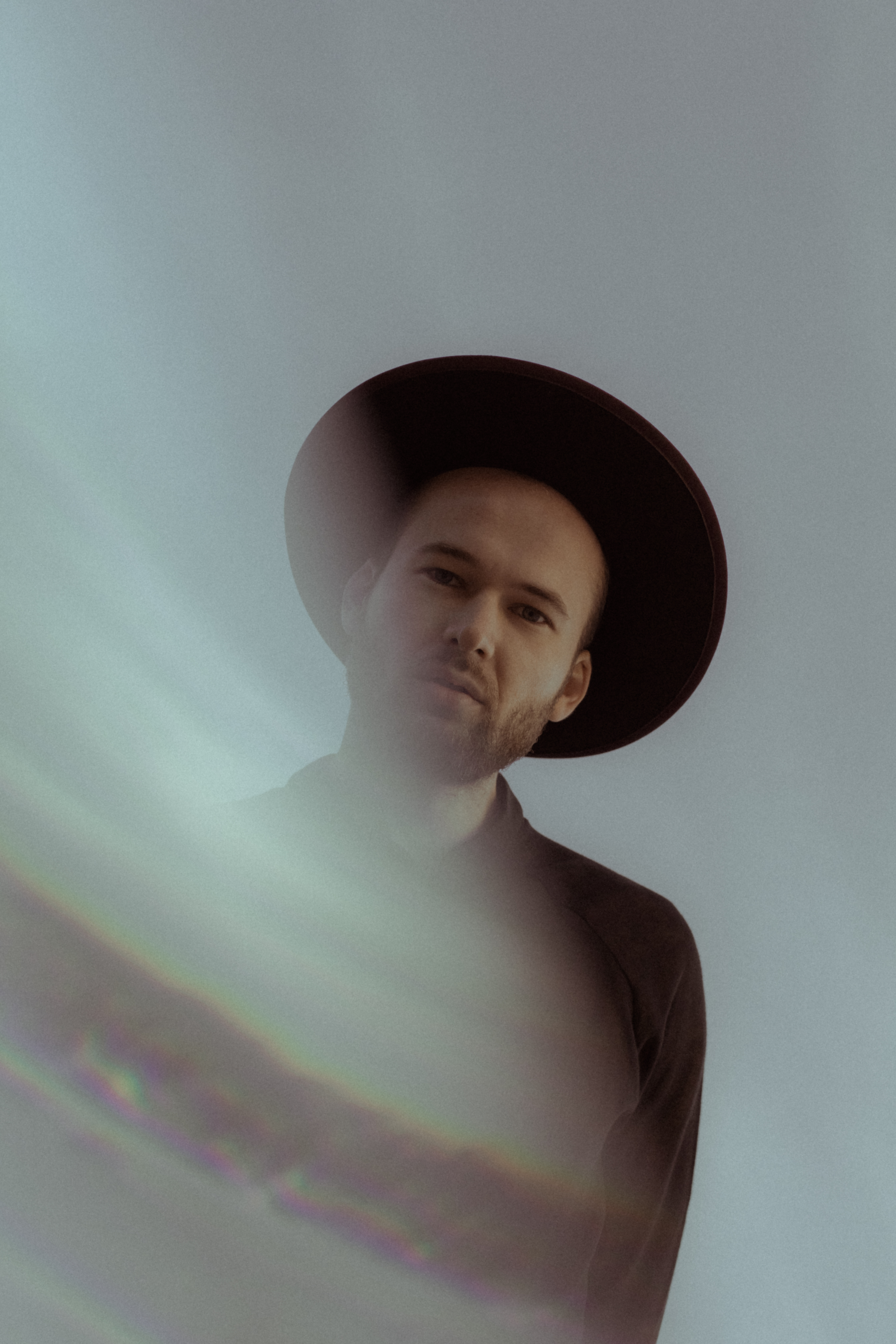
Monolink, 2017

Monolink (* 1989 in Hamburg; bürgerlich Steffen Linck) ist ein deutscher Liveact und Musikproduzent der elektronischen Tanzmusik. Er hat unter anderem bei Anjunabeats und Embassy One veröffentlicht.
Sein erstes Lied The End wurde 2015 veröffentlicht. Das Werk entstand in Kooperation mit dem Musikproduzenten Acid Pauli.  Überregionale Bekanntheit erlangte Linck durch diverse Auftritte auf renommierten Festivals wie dem Echelon, Melt, Burning Man, Lightning in a Bottle und Ikarus. Einem breiteren internationalen Publikum wurde er durch Club-Auftritte, z. B. in New York City und Chicago bekannt. Am 20. April 2018 erschien sein Debütalbum Amniotic. Das Online-Magazin Laut.de bezeichnet Monolinks Musik als „Seifenblasen-Sound zwischen Indie und Elektro.“ Eins der Merkmale seiner Musik ist der Einsatz eigener Singer-Songwriter-Elemente, welches auch in seinen Live-Sets zum Ausdruck kommt. In einem Interview zählte er Kollektiv Turmstrasse und Apparat zu seinen Vorbildern.
Monolink lebt in Berlin und ist eng mit der Berliner Technoszene verbunden.

## Diskografie (Auswahl)
Alben
- 2018: Amniotic (Embassy One)
- 2021: Under Darkening Skies (Embassy One)
- 2025: The Beauty Of It All

EPs
- 2015: The End (mit Acid Pauli; 3000 Grad)
- 2017: Burning Sun (Sol.Slectas)

Singles
- 2017: Sirens (Embassy One)
- 2018: Swallow (Embassy One)
- 2018: Father Ocean (Embassy One)
- 2019: Black Day (mit Adam Beyer; Embassy One)
- 2019: Black Hole (mit Ben Böhmer; Anjunadeep)
- 2021: Turning Away (Cercle Records)
- 2024: Light Up My Dark (Embassy One)
- 2025: Mesmerized (Embassy One)
- 2025: Powerful Play (Embassy One)

Remixe
- 2019: Mind Doodles (Virgin / Universal Music), Original von Gabriel Vitel mit Alec Troniq